# Hessenhalle

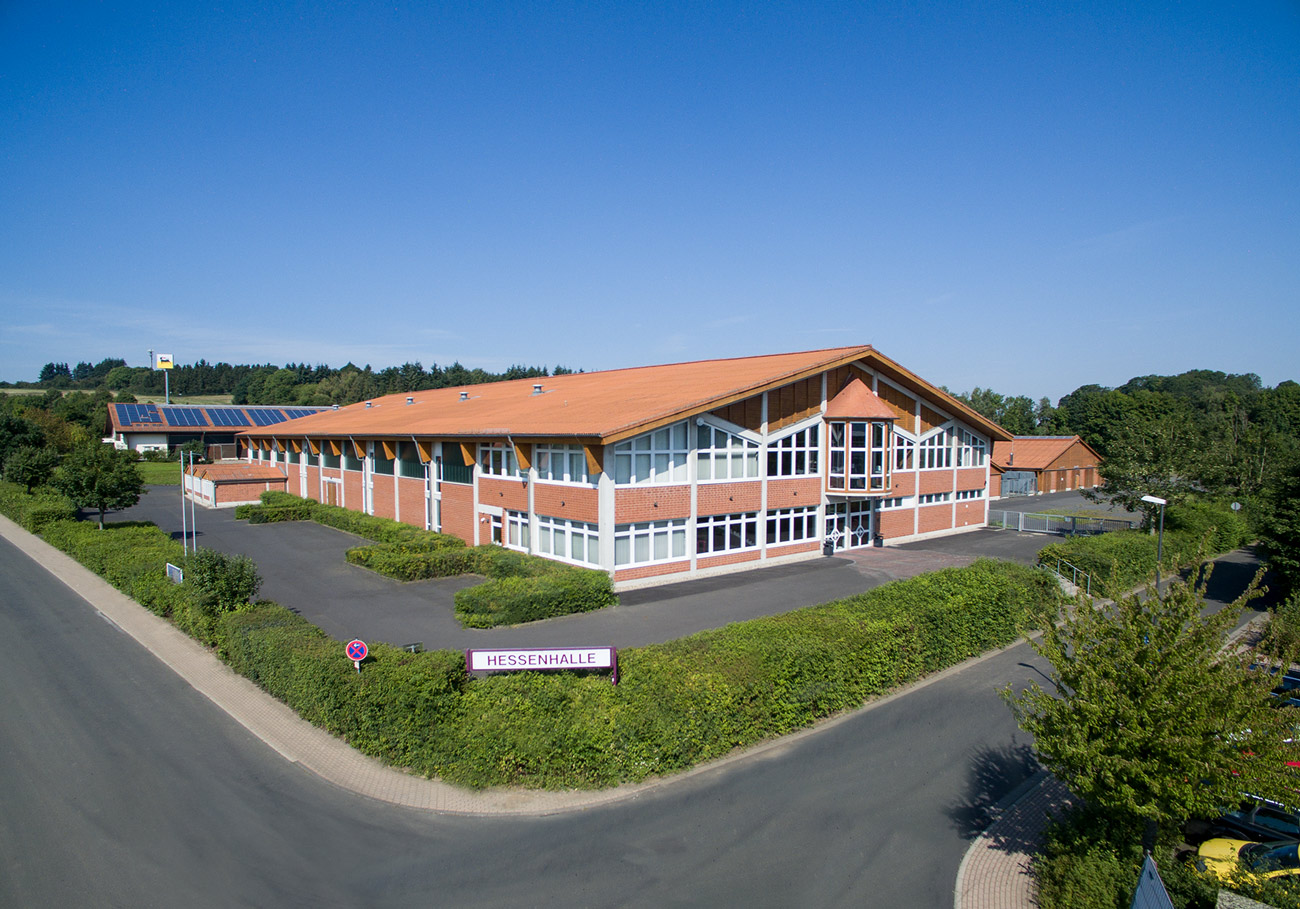
Hessenhalle

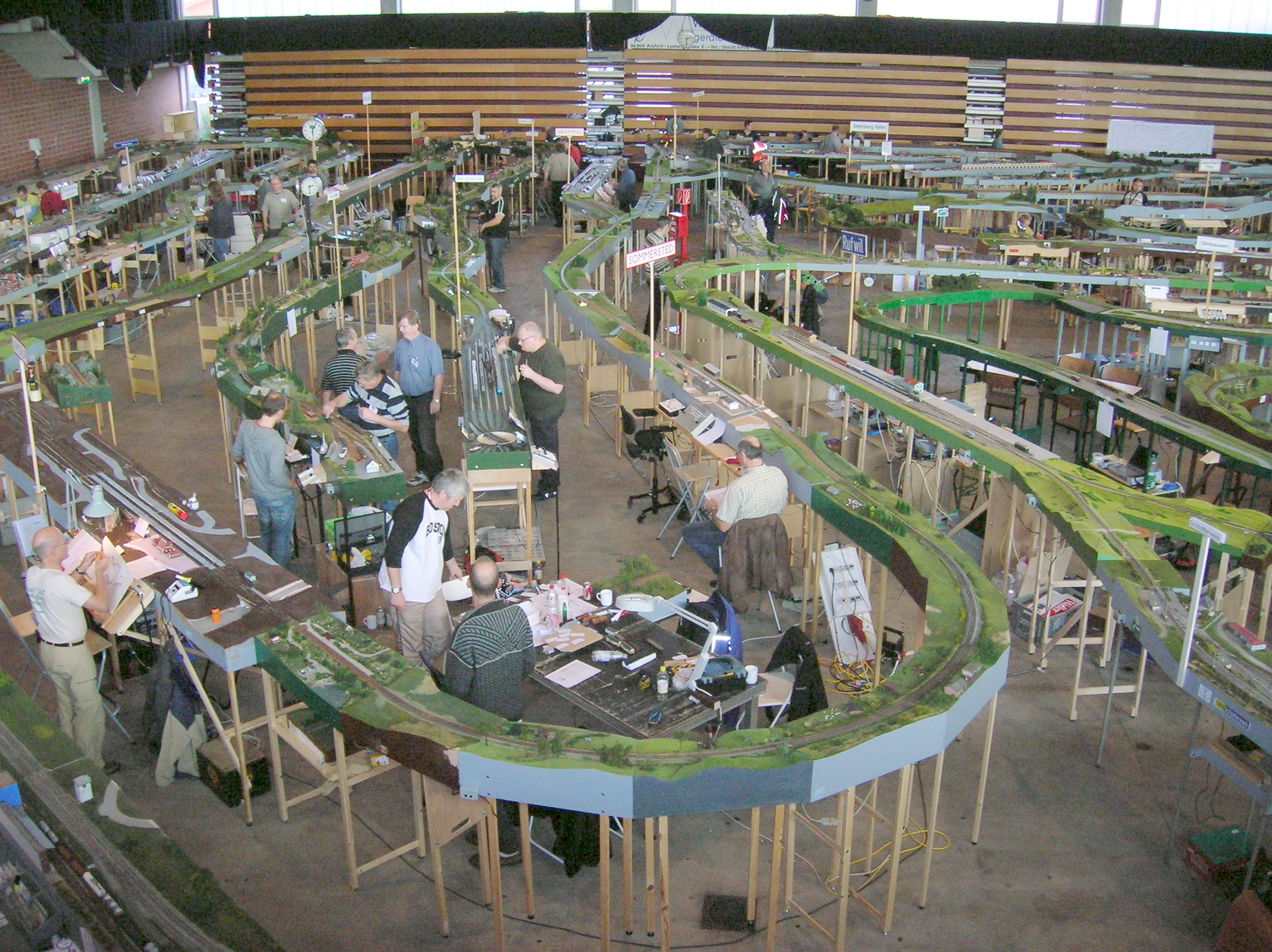
Die Haupthalle innen während eines Vereinsjubiläums

Die Hessenhalle ist eine Veranstaltungshalle in Alsfeld. Sie wurde 1990 errichtet.

## Beschreibung
Die Hessenhalle ist eine Event-Location und besteht aus insgesamt drei Hallen mit einer Gesamtfläche von 5200 m². Dazu gehören ein eingezäuntes Freigelände mit rund 10.000 m² und 3000 Parkplätze. Die Haupthalle (Halle 1) kann für Veranstaltungen zwischen 2800 (mit Bestuhlung) und 4800 (ohne Bestuhlung) Besuchern genutzt werden. Die beiden Nebenhallen (Halle 2 & 3) können flexibel einbezogen oder separat genutzt werden.

## Veranstaltungen
Die Hessenhalle kann für vielfältige Veranstaltungen genutzt werden, wie Tagungen, Kongresse, Messen, Konzerte, Shows, Galas, Seminare, Vorträge und Firmenfeiern.